# Tractat de Fort Laramie (1868)
El tractat de Fort Laramie o segon tractat de Fort Laramie (conegut també com el Tractat Sioux de 1868) va ser un acord signat el 6 de novembre de 1868 a Fort Laramie, al Territori de Wyoming, entre el govern dels Estats Units i diverses ètnies que poblaven la zona nord de les Grans Planes: Les bandes lakota dels oglala lakota, miniconjou i brulé, així com els nakota i els arapahos. En aquest conveni es van establir drets i obligacions entre ambdues parts per mantenir la pau en el territori, a causa de l'incessant pas de gent cap a l'oest del país. El tractat, que posava fi a la Guerra de Red Cloud, garantia per als lakota la possessió de les Black Hills, entre altres territoris, i els drets de caça a Dakota del Sud, Wyoming i Montana. L'accés al Territori del riu Powder fou prohibit als blancs des d'aleshores.